# 11 октября (футбольный клуб)
«11 октября» (макед. ФК 11 Октомври) — северомакедонский футбольный клуб из города Прилеп. Получил своё название в честь даты антифашистского восстания в Прилепе, эта дата является национальным праздником Северной Македонии и отмечается как «День восстания». 
Клуб основан в 1951 году, домашним стадионом клуба является стадион «Гоце Делчев», вмещающий 15 000 зрителей. В сезоне 2010/11 клуб победил во второй лиге, и тем самым завоевал право в сезоне 2011/12 впервые в своей истории выступить в первой лиге, сильнейшем дивизионе страны.

## Достижения
- Победитель второй лиги Македонии: 2010/11